# Oenochroma artia
Oenochroma artia är en fjärilsart som beskrevs av Turner 1922. Oenochroma artia ingår i släktet Oenochroma och familjen mätare. Inga underarter finns listade i Catalogue of Life.